# ATP Challenger Vilnius
Das ATP Challenger Vilnius (offizieller Name: Vilnius Open) war ein 2022 und 2023 stattfindendes Tennisturnier in Vilnius, Litauen. Es war Teil der ATP Challenger Tour und wurde in der Halle auf Hartplatz ausgetragen.

## Liste der Sieger

### Einzel
| Jahr | Sieger          | Finalgegner  | Ergebnis      |
| ---- | --------------- | ------------ | ------------- |
| 2023 | Liam Broady     | Zdeněk Kolář | 6:4, 6:4      |
| 2022 | Mattia Bellucci | Cem İlkel    | 1:6, 6:3, 7:5 |

### Doppel
| Jahr | Sieger                               | Finalgegner              | Ergebnis         |
| ---- | ------------------------------------ | ------------------------ | ---------------- |
| 2023 | Iwan Ljutarewitsch Wladyslaw Manafow | Arjun Kadhe Daniel Masur | 6:0, 6:2         |
| 2022 | Romain Arneodo Sam Weissborn         | Dan Added Théo Arribagé  | 6:4, 5:7, [10:5] |